# Juan Pablo Peñaloza
Juan Pablo Peñaloza est l'une des quatre paroisses civiles de la municipalité d'Uribante dans l'État de Táchira au Venezuela. Sa capitale est Laguna de García.